# 五柱柃
五柱柃（学名：Eurya pentagyna），为山茶科柃木属下的一个植物种。